# Makapansgat
Makapansgat (/mɐkɐˈpɐnsxɐt/), eller Världsarvet Makapan Valley, är en arkeologisk plats inom Makapansgat och Zwartkrans, nordöst om Mokopane i provinsen Limpopo i Sydafrika. Det är en viktig paleontologisk plats, där den lokala kalken innehåller spår av Australopithecus som har daterats till mellan 3 och 2,6 miljoner år B.P. Hela dalen Makapan har betecknats som ett sydafrikanskt världsarv. Makapansgat tillhör världsarvet Mänsklighetens vagga.